# 頂級友好市場
頂級友好市場（Tops Friendly Markets）是一家總部位于美國纽约州阿默斯特的超級市場，其門店主要遍佈於纽约州中西部、佛蒙特州和宾夕法尼亚州北部。Tops 是 Northeast Grocery 的子公司。截至2022年3月，Tops Friendly Markets旗下共有门店155家，加油站/便利店5家。